# Vittorio Cassar
Vittorio Cassar (valószínűleg Castello a Mare, 1550 körül – Gozo, 1607) máltai johannita építész, Ġlormu Cassar építész fia.

## Életútja

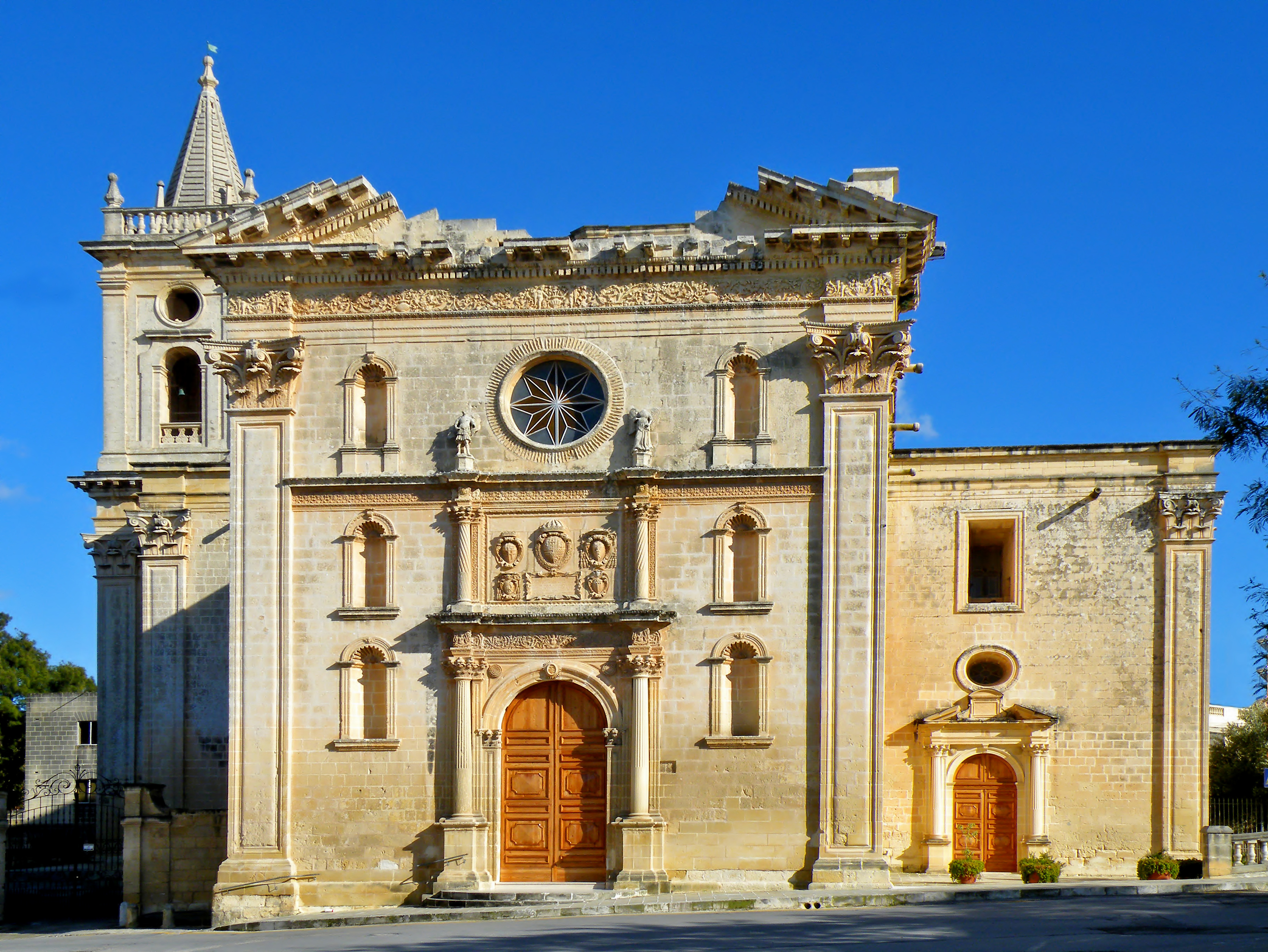
A birkirkarai Mária mennybevétele templom

1603-tól ellenőrizte a rabati Citadella újjáépítését, és tőle származtak a halála után 70 évvel elkezdett Szent György plébániatemplom tervei is. Szintén halála után épült meg az általa tervezett birkirkarai Szent Ilona plébániatemplom is.
Egyes források szerint mágia vádjával elítélte az inkvizíció. A Citadella S. Barbara kápolnájában van eltemetve.

## Munkái
- Ő készítette az Alof de Wignacourt nagymester által építtetett tornyok terveit (1610-1620 körül)[3]
- Senglea plébániatemploma (1580)[4]
- Szent Fülöp plébániatemplom (St. Philipp, Żebbuġ, 1599)[5]
- Szent Ilona plébániatemplom (Assumption, Birkirkara, 1610-től)[6]
- Szent György plébániatemplom[7] (San Ġorġ, St. George): a gozói Rabat templomát csak 1670 után építették fel